# Histoire du Val d'Aran
 (décembre 2011).
Si vous disposez d'ouvrages ou d'articles de référence ou si vous connaissez des sites web de qualité traitant du thème abordé ici, merci de compléter l'article en donnant les références utiles à sa vérifiabilité et en les liant à la section « Notes et références ».
Le Val d'Aran a connu une histoire complexe, celle d'une région de montagne isolée mais aussi très influencée par ses deux grands voisins; la France et l'Espagne. Au cours des siècles, le Val d'Aran a réussi à jouer un jeu risqué et opportuniste d'alliance, pour faire s'équilibrer les appétits des principales puissances régionales : Aquitaine, Gascogne, Languedoc, Catalogne et Aragon.
L'histoire de la vallée est, comme c'est souvent le cas dans les zones de frontières, très éloignée de celle que l'on connaît des manuels scolaires nationaux.

## Préhistoire
Durant la Préhistoire, le Val d'Aran a connu une occupation humaine, prouvée par les pierres taillées que l'on retrouve un peu partout (musée de Luchon).
Le Val d'Aran n'est qu'à quelques kilomètres[Combien ?] de la grotte de Gargas ou de celle du Mas d'Azil. Le premier peuplement de la Catalogne date au moins du début du Paléolithique moyen.
La région est aussi remplie de mégalithes et de cromlechs datant probablement de la période néolithique.

## Antiquité
Les populations les plus anciennes du Val d'Aran sont probablement d'origine celte et basque, si l'on en juge d'après les toponymes de la région.
Le littoral catalan reçoit bien de nombreuses colonies grecques mais les habitants ne pénètrent pas beaucoup dans l'intérieur des terres, et surtout pas dans ces vallées.
Jules César distingue les peuples gaulois des peuples aquitains par la frontière naturelle constituée par la Garonne. Aquitaine est le nom donné depuis au moins le Ier siècle av. J.-C. à une grande région du sud-ouest de la Gaule, de la Loire aux Pyrénées.
Strabon notamment décrit les tribus gauloises qui habitaient la région : les Convènes (Comminges), les Consoranni (Couserans) et Airenosi (les habitants du Val d'Aran). Le Val d'Aran a alors pour capitale Vetula (Vielha).
Vers 210 av. J.-C., la Catalogne fut conquise par les Romains, intégrée aux provinces romaines de l'Hispania et latinisée.
Après la défaite de Sertorius, Pompée rentre d'Espagne et fonde en 72 av. J.-C., la ville de Lugdunum (nom celte de l'actuelle Saint-Bertrand-de-Comminges) qui deviendra l'imposante capitale des Convènes, plus étendue que Lutèce, et qui couvrait la surface de presque toute la vallée[réf. nécessaire][Laquelle ?].
Crassus, le jeune lieutenant de Jules César, entreprit la conquête de l'Aquitaine en 56 av. J.-C.
C'est de cette période que daterait la romanisation de la région, marquée notamment par la fondation mythique des thermes de Luchon ou thermes Onésiens ou de Lés et Arties dans le Val d'Aran. On a pu croire au XIXe que le toponyme Les dérivait d'un dieu des sources Lex mais les autels votifs avec des inscriptions latines se sont révélées être des faux.
L'exploitation du marbre de Saint-Béat ou celui d'Arties commencent également avec les Romains.
D'après Malus[Qui ?] des gisements se trouvaient à Argut et Mêles. Palassou relaie l'existence supposée d'une mine de plomb tenant argent, près du village d'Argut, dans la vallée d'Aran, ainsi quel'existence de carrières et de fours à chaux aux environs de Viella,.
Le tracé de voies romaines commence à rayonner autour du Lugdunum des Convènes, et est attesté par des bornes milliaires. Celle du Val d'Aran est aujourd'hui toujours praticable sous le nom de Camin reiau et va de Toulouse, jusqu'à Urgell et Esterri d'Àneu. Les Romains agrandissent déjà pour cela l'étroite vallée à Saint-Béat (le Passus lupi — ou passage assez large pour des loups).
L'Aquitaine historique réapparaît au IIIe siècle sous la dénomination d'Aquitaine des neuf peuples ou Novempopulanie. Sa romanisation conduira à la Gascogne.

## Moyen Âge

### Période wisigothique
L'Aquitaine passe sous la domination des Wisigoths. Arrivés de Provence et d'Italie en 412-413, ils dessinent un territoire qui en France a les contours de l'Occitanie, mais s'étend jusqu'en Espagne. Il ne s'agit pas à proprement parler d'une colonie de peuplement, plutôt d'une alliance entre une aristocratie conquérante et des peuples plus anciens.
En 418, un traité instaure le statut de fédéré (fœdus) des Wisigoths dans l'Empire romain, qui les installe en Aquitaine.
Le royaume wisigoth exista de 419 à 711 et dépassa la fin de la période des Grandes invasions pour persister durant le Haut Moyen Âge.
Après leur victoire sur les Romains en 439 à Toulouse, le royaume des Wisigoths eut d'abord cette ville comme capitale (il englobait alors tout le sud de la France actuelle).
Lorsqu'en 507, Clovis, rois des Francs, appelé par les évêques de Novempopulanie, battit Alaric II, roi des Wisigoth, à la bataille de Vouillé, ces derniers ne conservent que la Septimanie (correspondant au Languedoc) et une partie de la Provence avec l'aide des Ostrogoths. Les Wisigoths installèrent alors leur capitale à Tolède.
Bien que Clovis ait été totalement légitimé par l'Empereur d'Orient, les populations romanisées de la Région n'acceptent pas forcément sa royauté. En 585, Lugdunum Convenarum accueillera un concurrent de Gontran à la succession franque de [[Clotaire Ier]]. La ville sera détruite et l'imposante métropole régionale ne sera plus qu'un champ de ruines pendant deux siècles, avant de renaître ensuite de ses cendres comme évêché de Saint-Bertrand-de-Comminges.
Il s'ensuit une période où commence les invasions sarrazines.
671 voit l'Indépendance de l'Aquitaine, dirigée par le duc [[Loup Ier]].
En 711-712, le royaume wisigoth est conquis par les musulmans.
Entre 719 et 732, les ducs Eudes, Hunald et Waïfre détiennent l’Albigeois où ils ont des biens. Eudes combat les Sarrasins en Albigeois.
728 voit la défaite du duc d'Aquitaine et l'invasion de la Gascogne par l'émir Abd el Rahman. Le Val d'Aran est probablement pillé à plusieurs reprises par les Sarrasins, les Maures, mais il ne semble pas qu'il y ait jamais eu de peuplement important.
Jugeant l'Aquitaine trop affranchie, Pépin le Bref fait assassiner le duc Waïfre en 768.
En 778, l'armée de Roland, piégée par le wali de Saragosse, a été défaite par les Navarrais dans les montagnes de Roncevaux pour avoir mis à sac la ville de Pampelune.
Puis Charlemagne crée en 781 pour son fils Louis le débonnaire alors âgé de trois ans, le royaume d'Aquitaine englobant les territoires du Rhône à l'Atlantique. Il avait pour capitale Toulouse afin de fédérer la reconquête hispanique.
Après la prise de Barcelone par Charlemagne en 801, l'espace qui constitue la Catalogne, le mot lui-même n'apparaissant pas avant le XIIe siècle, est intégré à la "Marche d'Espagne".
Comme les autres parties de l’Empire franc, il est divisé en comtés, dont certains sont d’ailleurs des héritages du royaume wisigoth. Ces comtés sont souvent modelés sur des évêchés, mais ce n’est pas toujours le cas. Les comtés sont ceux de Barcelone, Urgell, Cerdagne, Empúries, Pallars, Ausone, Roussillon et Gérone. Un certain nombre de pagus sont mentionnés sans que l’on ait la certitude que ce soient véritablement des comtés, comme le Conflent, le Berguedà et Peralada. La plupart des comtes nommés par les empereurs sont des grands aristocrates francs à la tête de larges circonscriptions territoriales. Ils portent d’ailleurs souvent le titre de « marquis » qui indique leur autorité sur tous les comtes de la marche.
En 814, Louis le débonnaire alors âgé de trente-six ans, cède le royaume d'Aquitaine à son fils Pépin, qui meurt en 838. Son fils Pepin II est proclamé roi après lui, mais Charles le Chauve lui enlève ses États et se fait couronner roi d'Aquitaine en 848. En 855, il en investit son fils Charles, qui mourut en 867, et fut remplacé par Louis le Bègue.

### Les duchés du Moyen Âge
En 877, le royaume d'Aquitaine se décompose en deux duchés, un duché de Gascogne au sud de la Garonne et un duché d'Aquitaine (plus tard appelé Guyenne).
En 878, à l'assemblée de Troyes, le comte goth Wifred (Guifré) le Velu, fils du marquis Suniefred, à la tête des comtés d'Urgell, Cerdagne et Conflent depuis au moins les années 870, est investi par Louis le Bègue des comtés de Barcelone et de Gérone. Il prend par la suite le titre de marquis, peut-être sans reconnaissance royale ; il n'en reste pas moins de facto le maître des comtés de la Marche d’Espagne. Ses frères Miro et Radulf reçoivent les comtés de Roussillon et Besalú, ce dernier issu d'un démembrement du comté de Gérone. Wifred et ses frères sont les derniers comtes à recevoir de l’empereur ou du roi leur investiture. La succession à la tête du comté de Barcelone devient purement héréditaire. Wifred fait construire des forteresses comme celle de Cardona et organise le peuplement de la région du Vallès proche de Barcelone. Il encourage les fondations monastiques et obtient en 886 la restauration, à Vich, de l'évêché d'Ausone, disparu après la révolte sans lendemain de 827. À partir de 878, la future Catalogne est virtuellement indépendante, les rois francs se contentant désormais d'entériner simplement les successions comtales, les différents pouvoirs locaux étant devenus de fait héréditaires. Wifred meurt en 897.
En 879, Involatus est un des premiers évêques du Comminges.
Le premier comte de Comminges s'appellerait Asnarius. Un de ses fils, qui possédait Razés, Comminges et Couserans, épousa en 944 Arsinde, héritière du comte de Carcassonne.
Le 22 août 1036, a lieu le mariage du roi d'Aragon Ramire 1° avec Gilberte de Foix, une descendante des comtes de Comminges et héritière du Couserans et de Foix. C'est de cette époque que datent les droits sur le Comminges et le Val d'Aran de la couronne d'Aragon. Cependant les Aranais se défendirent contre les comtes de Comminges, car ils étaient bien décidés à faire valoir l'autonomie de fait, sinon juridique, qu'ils avaient acquis.
Et c'est Ermengarde de Carcassonne, une des arrière-petites filles du premier comte, qui vendra définitivement le 26 juin 1070 ses droits sur le Couserans et le Comminges au Comte de Barcelone Raimond Bérenger 1°.

### Naissance de la Catalogne
La marche s'émancipa progressivement de la tutelle franque à partir de 985. Ni les derniers Carolingiens, ni Hugues Capet ne répondent aux demandes de secours de Borrell II (947-992), comte de Barcelone, assiégé en 987 par Mohammed ibn-Abi Amir dit el-Mansour.
En 1058, les deux duchés de Gascogne et d'Aquitaine se réunissent.
La reine Aliénor d'Aquitaine, fille du duc Guillaume X, fut au Moyen Âge parmi les personnages les plus influents de toute l'Europe. Elle épousa en 1152 le duc de Normandie et comte d'Anjou, qui devint en 1154 le roi d'Angleterre Henri II Plantagenêt.
Le duché d'Aquitaine prend le nom de duché de Guyenne au moment du Traité de Paris conclu le 12 avril 1229 entre Saint Louis et Raymond VII comte de Toulouse, qui cédait ainsi la plus grande partie du Languedoc à la France et mettait fin au conflit albigeois.

### Lacouronne d'Aragon
L’union définitive entre le royaume d'Aragon et les comtés de Catalogne eut lieu lorsque Ramire II (1094-1157), roi d'Aragon en 1134 à la mort de son frère Alphonse le batailleur, promit en mariage en 1137 sa très jeune fille Pétronille d'Aragon à Raymond Béranger IV (1119-1162), comte de Barcelone et de Provence en 1131, ce dernier étant beaucoup plus puissant que le même roi d'Aragon. Il abdiqua deux ans plus tard en faveur de son gendre et se retira dans un couvent. Cette union facilita la reconquête de Fraga en 1147. Le statut bicéphale de la couronne d'Aragon fait qu'elle a parfois été désignée dans l'historiographie sous le nom de confédération catalano-aragonaise et son souverain comte-roi de Barcelone.
La Val d'Aran est ainsi en peu de temps passé de la maison des comtes de Comminges (qui rendait hommage au roi de France) à celle du roi d'Aragon, puis presque aussitôt à la maison de Barcelone.
En 1167, aurait eu lieu près de Toulouse un concile hérétique avec des participants du Val d'Aran.
En 1174, les autorités de la vallée se mettent sous la protection du roi Alphonse Ier d'Aragon et de Catalogne. Le traité de Saint Andreu de Barabés met la vallée sous la protection catalane en échange d'un tribut au roi sous forme d'une mesure de blé par foyer le Galin Reiau
En 1175, le roi Alphonse II d'Aragon et de Catalogne dote sa cousine Matella avec le Val d'Aran, lors de son mariage avec le comte Centulle III de Bigorre.
Pourtant, le roi Alphonse II reviendra sur ce don et reprendra pour lui le Val d'Aran en 1192 tout en confirmant la cession de la Bigorre à Gaston VI de Moncade, Vicomte de Béarn qui épousera Pétronille, héritière à la fois de Comminges et nièce de Centulle. Le Val d'Aran aurait pu échapper définitivement à l'Aragon.
En 1192 également sera construit l'hospice de Vielha.
En 1201, Pierre II d'Aragon donne le Val d'Aran à Bernard, comte de Comminges, qui lui prête hommage. Le Val d'Aran et Comminges sont de nouveau rattachés, mais cette fois font ensemble partie de la couronne d'Aragon-Catalogne.
Le Roi d'Aragon est à ce moment à la tête d'un large territoire allant de part et d'autre des Pyrénées, jusqu'à Pau, Millau, Marseille. C'est pourquoi il se rangea du côté du comte de Toulouse lors de la Croisade des Albigeois censée réduire « le problème cathare » afin de défendre ses vassaux contre les appétits de conquête de petits barons du nord de la France.
Quoique 3 fois plus puissante en nombre que son adversaire, la coalition catalano-occitane subit une lourde défaite le 12 septembre 1213 à Muret (près de Toulouse). Lors de cette bataille, le roi d'Aragon, Pierre (Pere II) fut tué. L'héritier du trône, Jacques (Jaime, Jaume), le futur Jacques Ier le Conquérant, orphelin de père et mère, fut pris en otage à Carcassonne. Il fut remis aux Catalans et fut placé sous la protection et l’éducation des Templiers au château de Montsó en Catalogne.
Jacques Ier promit alors en 1220 que jamais plus le Val d'Aran ne serait séparé de la couronne d'Aragon, fondant ainsi les racines d'une fidélité durable.
Les troupes de Simon de Monfort ne s'arrêtent qu'à Saint-Béat. Le 1er décembre 1249, le comte de Comminges jure fidélité au Comte de Toulouse et donc au Roi de France, mais le Val d'Aran n'est pas mentionné dans le traité et semble retourner de son côté au Roi d'Aragon.
Cette défaite de Muret fut scellée par le traité de Corbeil (1258). Certes le roi de France Louis IX renonce à ses prétentions sur la Catalogne, en faveur du roi d'Aragon Jacques Ier mais ce traité est avant tout une grande victoire pour le roi de France et une défaite pour la Catalogne. Celle-ci perd toutes ses possessions en Languedoc et se coupe ainsi de territoires avec lesquels elle avait entretenu de forts liens politiques et culturels. La langue occitane parlée à Toulouse est d'ailleurs encore très proche du catalan. Désormais, la Catalogne pourra partir à la conquête des territoires du sud sous domination musulmane : îles Baléares et Valence.
En 1259, Jacques Ier confirme les bayles de la vallée et en 1262, il laissera le Val d'Aran, avec le Ribagorce et le Pallars à son fils aîné Pierre III. En 1265, les premiers privilèges seront accordés aux Aranais : sécurité, liberté de passage avec Ribagorça et Pallars, et utilisation de la monnaie Jaquesa.
Pierre III sera excommunié par le Pape et déclaré par lui déchu de la couronne d'Aragon, ce dont Philippe le Hardi s'empressa de profiter en envahissant la vallée d'Aran.
Les belligérants moururent tous les deux et ce sont donc Philippe le Bel et Alphonse III qui firent la paix en 1290 lors du traité de Tarascon, mais la vallée resta française et annexée en 1295 à la sénéchaussée de Toulouse. Les institutions de la vallée furent suspendues. En 1298, l'accord d'Argelès confie la vallée au roi neutre de Majorque et de Roussillon comme arbitre. Les gouverneurs majorquins (Arnau de Sant Marçal de 1298 à 1307, Pere Bernat d'Asnava de 1307 à 1310, Pere de Castell de 1310 à 1313) confirmèrent le retour à la charte des usages de la vallée.
La vallée ne sera définitivement rendue qu'en 1313, à Jacques II, par Philippe le Bel, pressé de se concentrer sur la croissante menace anglaise, à la suite d'une enquête et d'un arbitrage impartial. Le 30 septembre 1313, Jacques II confirme les privilèges de la vallée dans un document fondateur appelé la Querimonia et conservé aujourd'hui aux archives générales du Val d'Aran.
En Catalogne, les premières constitutions catalanes sont celles des corts de Barcelone de 1283. Les dernières ont été promulguées par les corts de 1702. Les compilations des constitutions et autres droits de la Catalogne ont suivi la tradition romaine du Codex. La première compilation a été ordonnée par Ferdinand Ier d'Aragon, sur la suggestion des corts de Barcelone de 1413.
L'ensemble des comtés catalans conserva une certaine autonomie au sein de la Couronne d'Aragon, où le roi d'Aragon était aussi comte de Barcelone, grâce aux réunions des Corts, sorte de parlement qui votait l'impôt au roi. Les Catalans se lancèrent dans une politique d'expansion en Méditerranée, faisant successivement passer sous leur autorité les îles Baléares (1229-1230), le royaume de Valence (1238), la Sicile (1282), puis la Sardaigne (1321) où ils firent de la ville d'Alghero leur capitale régionale. Au cours de cette période s'étendant du XIIIe au XIVe siècle, Aragon s'affirma comme la première puissance de l'ouest de la Méditerranée.
La rivalité entre les deux couronnes de France et d'Angleterre aboutit à la guerre de Cent Ans en 1345.
Le 8 mai 1360, lors du Traité de Brétigny la France perd l’Aquitaine (Guyenne, Gascogne, Quercy, Rouergue, Limousin et Poitou), le Ponthieu et Calais au profit des Anglais.
En 1322, le comte Roger de Comminges attaque le Pallars et menace le Val d'Aran, qui reste fidèle à Pierre III (IV d'Aragon), qui en échange de leur fidélité, confirmera les privilèges aranais le 21 juin 1352.
Pourtant, le même monarque cherchera en 1385 à vendre le Val d'Aran au comte Hug de Pallars, mais les Aranais se soulèvent, repoussent l'assaillant et offrent 2000 florins au roi, pour leur rachat. Le roi Jean, successeur de Pierre III les récompense en accroissant leur privilèges en 1387 et en 1389, les Corts de Monzon déclarent le Val d'Aran comme faisant à nouveau partie de la couronne d'Aragon.
En 1390, Louis d'Anjou et le comte d'Armagnac attaquent une nouvelle fois le Val d'Aran et sont repoussés jusqu'en Comminges. Un mariage scelle la paix retrouvée en 1392.
Une nouvelle tentative d'invasion du Comte de Foix eut lieu en 1396, mais les attaquants français furent raccompagnés à la frontière.
Charles VI recommence en 1410 à la faveur de la mort du roi Martin.
Les consuls Cabdet, Ramonet e Maixicot, en profitent pour prendre le pouvoir dans la vallée jusqu'en 1477, en s'emparant de Castèth-Leon dépourvu de garnison. En 1411, les corts catalanes acceptent de réintégrer la vallée à la Catalogne.
Louis XI donne le duché d'Aquitaine en apanage à son frère Charles de Valois en 1469. Il revient définitivement à la couronne française à la mort de celui-ci en 1472.
En 1473, Louis XI attaque la Catalogne et dans le Val d'Aran, les troupes s'emparent du Baish-Aran et de la Baronnie de Lés, mais elles en seront chassées par des troupes aragonaises en 1479 de Ferdinand le Catholique.
La paix ne reviendra réellement dans la vallée qu'en 1491.
À l'extinction de la dynastie catalane d'Aragon en 1410, l'élection du Castillan Ferdinand Ier le Juste en 1412 suivi le règne de Jean II. Sous le royaume de son fils, Ferdinand II d'Aragon, dit le catholique eut lieu l'union dynastique avec la Castille en 1472.
L'acte de Blois du 18 décembre 1512 confirme l'acceptation par la France du retour du Val d'Aran à la Catalogne.
Le Serment du plan d'Arrem, de Lies et passeries, fait l'objet d'un serment solennel des communautés partenaires le 22 avril 1513, avant d'être confirmé par les souverains français et aragonais.
Le 5 novembre 1524, M. de Saint Juan et le sénéchal de Toulouse envahissent à nouveau le Val d'Aran, et assiègent Salardú avec 5 000 hommes, mais la ville parvient à repousser une fois de plus l'assaillant.

### Les guerres de religion
Les guerres de religion interviennent ensuite. Saint-Bertrand-de-Comminges est attaqué par les huguenots.
En 1579, le luthérien c de Saint-Girons attaque une nouvelle fois le Val d'Aran et se fait repousser.
En 1598, une nouvelle invasion de Salardú est repoussée par Juan Gomez, chatelain de Castèth-Leon.
En 1605, Philippe III augmente les privilèges de la vallée.
En 1613, Don Juan Francisco de Gracia, missi dominici est envoyé en inspection dans la vallée par Philippe III. Ses écrits sont une des principales sources sur l'histoire de la vallée d'Aran. À la suite de quoi Philippe III confirme les privilèges de la vallée dont il reconnaît ainsi la fidélité.
Louis XIII allié des Catalans contre l'oppression de Philippe IV annexe la Catalogne et le prince de Condé envahit l'Aran, avec les troupes du Baron de Nestier, qui sera nommé gouverneur de Castèth-Leon jusqu'en 1659.

## L'intégration à l'empire des Habsbourgs espagnols
Désormais intégrée à l'empire des Habsbourgs espagnols, la Catalogne resta en retrait de l'aventure coloniale en Amérique. La Catalogne essaya de conserver son autonomie, et de rester à l'écart des préoccupations du reste du royaume d'Espagne.
Cette situation se heurta à la politique centraliste espagnole. Lorsque l'Espagne et la France furent en guerre au début du XVIIe siècle, la Catalogne se révolta contre les excès de l'armée impériale.
Eclata alors la guerre des Faucheurs (des segadors) en 1640. Les Catalans développèrent des sympathies pro-françaises, même si la vallée reste isolée de ce mouvement.
La Castille occupa le Val d'Aran en 1651, sans remettre en cause les libertés aranaises.
La France profita de la guerre des Faucheurs (des segadors) pour conquérir la partie nord de la Catalogne et conclure le traité des Pyrénées en 1659, qui scella définitivement la séparation du Roussillon et d'une partie de la Cerdagne de l'Espagne. La Catalogne continua à être soumise à la politique centralisatrice espagnole.
Le Val d'Aran restera aussi à l'Espagne.
Lors de la guerre de Succession d'Espagne, en 1701, les Catalans et l'Aragon choisirent les Habsbourgs moins centralistes que les Bourbons, choisis par la Castille. La Catalogne paya cher de s'être alliée aux vaincus. Le Val d'Aran resta cependant peu touché jusqu'en 1708/1709 par ces hostilités.
En 1710, le duc de Vendôme remporte la victoire de Vilaviciosa et veut attaquer Vénasque, avec le lieutenant général de Rozel, alors que le comte d'Estaing n'y avait pas réussi en 1709. Le marquis d'Arapajon y parviendra finalement.
Gaspar, baron de Les, francophile, sera nommé gouverneur de la vallée par les français.
Les troupes du comte de Taff ont cependant attaqué le 16 septembre 1711 la base arrière de Luchon et emporté un important butin en bétail en Aran. Le 23 septembre le marquis de Rozel par le nord et le marquis d'Arpajon par le port de Venasque assaillent le château de Castèth-Leon qui se rend le 9 octobre. Les dommages de guerre seront payés par les aranais en 1712 et le 22 mai 1713, le traité d'Utrecht ramènera la paix. Le Val d'Aran restera espagnol sous Philippe V, et obtint la reconnaissance d'être resté neutre durant les luttes pour la succession.
En 1715, le Val d'Aran ne fut pas touché par le traité de Nueva planta qui mettait fin à l'indépendance de la Catalogne et l'Aragon, qui se trouvaient intégrés de force dans l'état espagnol. En 1717, Philippe V confirmera les usages de la vallée, et exonérera les habitants de la vallée du droit de timbre. Gaspar, baron de Les, sera à nouveau nommé gouverneur de la vallée.
Mais la paix ne dura pas pour le Val d'Aran et le régent demande à M. de Bonas de s'emparer une nouvelle fois du château de Castèth-Leon et de la vallée. Les français veulent intimider la population et lui imposent sous peine de représailles de ne pas intervenir. Seule la route de la vallée est rendue impraticable par le Nord, mais les habitants ne se soumettent pas à une levée en masse. M. de Bonas rassemble depuis Luchon une troupe capable de construire une voie carrossable par le col du Portillon, pour acheminer des canons et assiéger Castèth-Leon qui sera pris sans lutte le 11 juin 1719. Champier sera gouverneur. Le château sera ensuite détruit sur l'ordre de Berwick, mais les populations ne seront pas malmenées. La paix de Londres fut signée le 17 février 1720 au grand soulagement de tous et l'Aran resta espagnol.
Les Bourbons ôtèrent ses prérogatives à la Catalogne en 1714 après une sanglante guerre qui finit avec la capitulation de Barcelone après un très long siège le 11 septembre.
En 1770, le pape Clément XIV accepte de transférer l'autorité ecclésiastique sur la vallée de l'évêché de Saint-Bertrand de Comminges à celui d'Urgell. Cependant, celui-ci ne sera effectif qu'en 1804. Cela permettra à la vallée de sauvegarder sa langue.

## La Révolution
Charles IV de Bourbon aurait voulu sauver Louis XVI et demanda qu'il lui soit confié. La condamnation le 17 janvier 1793, suivie de son exécution le 21, entraîna la guerre avec l'Espagne. Peu de temps après, le général de Sahuguet attaque le Val d'Aran depuis la vallée de Castillon ; en une journée, il prend les Espagnols à revers au pont du Roi, prend Bossost et remonte sur Vielha, alors que La Tour d'Auvergne occupait le Portillon depuis Luchon.
Le 14 août 1793, la vallée acceptait d'être rattachée à la France… jusqu'au traité de Bâle du 22 juillet 1795 où la France restituait notamment le Val d'Aran aux Espagnols en échange d'avantages sur l'île de Saint-Domingue.

## L'Empire
La guerre d'Espagne est déclarée en 1809. La vallée est occupée de 1808 à 1815 par les Français.
Le 26 janvier 1812, un décret impérial rattache le Val d'Aran à la Haute-Garonne, ce qui s'organise par une série de décrets en 1813. Et, une nouvelle fois, le 20 juillet 1814, le traité entre la France et l'Espagne restitue les frontières du 1er janvier 1792.
L'Aranais Felip Aner d'Esteve fut membre de la Junta de Govern de la vall d'Aran anti-napoléonienne et défendit ensuite les intérêts de la vallée à la Junta de Catalunya, puis comme député aux cortes de Cadix.

## La Révolution industrielle
En 1833, sous la régence de la reine Marie-Christine, la réforme administrative annule les privilèges du Val d'Aran, supprime le Conseil Général et incorpore la vallée à la nouvelle province de Lérida.

### LeXIXeet leXXesiècle
Le XIXe siècle est la période de la renaissance de la Catalogne.
La Catalogne se lance dans l'ère industrielle avec beaucoup plus de dynamisme que le la plupart des autres régions de l'Espagne. Cet essor économique attira un flot d'immigrants du reste de l'Espagne (notamment d'Andalousie) qui se « catalanisa ». C'est cet essor économique qui permit le renouveau culturel de la Catalogne et un retour des revendications linguistiques et nationalistes qui perdurent encore de nos jours.
La route du col du port de la Bonaigua est ouverte en 1924.
Avec la révolution industrielle, le minerai extrait était descendu jusqu'à Pontaut puis acheminé en France par tramway en l'absence du tunnel de Vielha.
L'exploitation du zinc de la mine Victòria dans la région d’Arres et Bossòst commence en 1912, et fonctionne extrait 80 tonnes par jour de minerais brut. L'exploitation se termine finalement en 1953.

### La Guerre civile et le régime franquiste
Au cours de la guerre civile d'Espagne, la Catalogne républicaine finit par tomber aux mains des partisans du général Franco.
À la fin de l'occupation de la France, près de trois mille maquisards espagnols, à l’appel de la Unión Nacional Española (UNE) sous l’égide de l’Agrupación de Guerrilleros Españoles (AGE), se lancent dans une guerre de libération de l'Espagne et pénètrent au Val d'Aran le 19 octobre 1944 ; opération connue sous le nom d'invasion du Val d'Aran, à la suite d'une contre-attaque massive de l'armée de Franco, l'ordre de repli est donné onze jours plus tard. Bilan 129 morts, 214 blessés et 218 prisonniers, dont une partie furent condamnés à mort.
En 1948, le tunnel de Vielha fut percé pour des raisons essentiellement économiques, mais aussi stratégiques, et ouvert à une large circulation en 1965. Il a été remplacé par un nouveau tunnel inauguré en 2007.
Sous le régime autoritaire de Franco (1939-1975), la Catalogne perdit son statut d'autonomie et le catalan, comme l'aranais furent interdits.
Entre 1968 et 1970, le centre et la partie de la vallée sont unifiés dans deux nouvelles communes, Viella Mitg Arán et Alto Arán.

### Le rétablissement de la Generalitat et des institutions du Val d'Aran
En 1978, la nouvelle Constitution espagnole de 1978 accorde à la Catalogne une autonomie politique et rétablit la Généralité, et le Parlement de Catalogne.
La loi catalane du 16 juillet 1990 restaure le Conseil général d'Aran, et reconnaît l'aranais comme langue officielle dans la vallée au même titre que le catalan et le castillan.
Le second statut d'autonomie de la Catalogne, adopté en 2006 par le parlement catalan, le parlement espagnol et approuvé par référendum étend l'officialité de l'occitan sur l'ensemble du territoire de la Catalogne.
Une seconde loi d'Aran est votée par le parlement de Catalogne en 2015. Elle reconnaît le droit du Val d'Aran à se séparer de la Catalogne.
Aujourd'hui, le Val d'Aran est la seule entité territoriale à utiliser officiellement une forme d'occitan.